# Regolamento sulla condizionalità legata al rispetto dello Stato di diritto
Il regolamento sulla condizionalità legata al rispetto dello Stato di diritto, ufficialmente regolamento (UE, Euratom) 2020/2092 del Parlamento europeo e del Consiglio (anche noto come Meccanismo di condizionalità sul rispetto dello Stato di diritto), è un regolamento dell'Unione europea e dell'Euratom, che consente alla Commissione Europea di adottare misure, inclusa la sospensione del pagamento di fondi dal bilancio dell'UE, agli Stati membri che vìolano i principi dello stato di diritto sanciti dall'articolo 2 del Trattato sull'Unione Europea del 2007.

## Contesto politico e legislativo
L’origine della legislazione è da rintracciarsi nell’involuzione democratica in Ungheria e Polonia, una delle principali preoccupazioni dell'UE a partire dagli anni 2010 a causa del deterioramento dello stato di diritto, dei diritti civili e dell’indipendenza della magistratura. 
Nel dicembre 2017, dunque, in virtù di ciò, la Commissione europea ha inizialmente avviato la procedura di sospensione di uno stato membro ai sensi dell'articolo 7 contro la Polonia e nel settembre 2018 il Parlamento europeo ha fatto lo stesso contro l'Ungheria. Il procedimento si è tuttavia arenato, poiché la sospensione di uno stato membro ai sensi dell'articolo 7 richiede l'unanimità, escluso lo stato membro interessato, e ciò consente a Ungheria e Polonia di sostenersi reciprocamente ponendo l’una il veto alla sospensione dell’altra.
Per affrontare questo problema la Commissione europea ha quindi proposto nel maggio del 2018 un regolamento che condiziona i pagamenti agli stati membri a carico del bilancio dell'UE al rispetto dei principi dello stato di diritto. Nell'aprile 2019 il Parlamento europeo ha espresso una posizione favorevole alla proposta della Commissione, ma il Consiglio si è dimostrato più cauto e desideroso di evitare lo scontro con Polonia e Ungheria.
La situazione è in seguito cambiata durante l'adozione del Quadro finanziario pluriennale 2021-2027 e del pacchetto di ripresa e stimolo economico denominato Next Generation EU nell'estate del 2020: in quest’occasione, infatti, al vertice del Consiglio europeo del luglio 2020, i capi di Stato e di governo degli stati membri dell'UE hanno convenuto che i fondi dovessero essere vincolati a un regime di condizionalità per quanto riguardava lo stato di diritto. La Germania, che ricopriva la presidenza del Consiglio, ha suggerito un compromesso riguardo al regolamento sulla condizionalità dello Stato di diritto proposto dalla Commissione e dal Parlamento europeo nel settembre 2020. Dopo una serie di riunioni congiunte tra Consiglio, Parlamento e Commissione, il 5 novembre 2020 è stato resa pubblica la bozza finale del regolamento.
Sebbene il regolamento potesse essere adottato dal Consiglio a maggioranza qualificata, Ungheria e Polonia hanno minacciato di porre il veto sulla Decisione sulle risorse proprie, che definisce le modalità di finanziamento del Quadro finanziario pluriennale 2021-2027 e del pacchetto Next Generation EU. Al vertice del Consiglio europeo del 10 e 11 dicembre 2020, l'impasse è stata risolta adottando una serie di dichiarazioni su come adottare, attuare e interpretare il regolamento sulla condizionalità dello Stato di diritto. Ciò ha aperto la strada all'adozione finale del regolamento, emendato, da parte del Consiglio il 14 dicembre 2020 e del Parlamento europeo il 16 dicembre 2020.

## Disposizioni
Il meccanismo prevede che la Commissione proponga misure nei confronti di uno Stato membro che vìola i principi dello Stato di diritto. Tali misure comprendono la sospensione dei pagamenti o degli impegni e il divieto di assumere nuovi impegni giuridici.
Nel contesto del regolamento, per “Stato di diritto” si intende fare riferimento ai valori sanciti dall'articolo 2 del Trattato sull'Unione europea e includere "i principi di legalità che implicano un processo legislativo trasparente, responsabile, democratico e pluralistico, la certezza del diritto, il divieto di arbitrarietà dei poteri esecutivi, la tutela giurisdizionale effettiva (compreso l'accesso alla giustizia) da parte di tribunali indipendenti e imparziali, anche in materia di diritti fondamentali, la separazione dei poteri, la non discriminazione e uguaglianza davanti alla legge".
L'articolo 4 del meccanismo precisa, inoltre, che le misure possono essere adottate solo se le violazioni dello Stato di diritto "colpiscono o rischiano gravemente di pregiudicare la sana gestione finanziaria del bilancio dell'Unione o la tutela degli interessi finanziari dell'Unione in modo sufficientemente diretto".

## Implementazione
Le dichiarazioni adottate al vertice del Consiglio europeo del 10 e 11 dicembre 2020 affrontano il modo in cui il Consiglio europeo ritiene che il regolamento debba essere attuato. Il valore giuridico di queste dichiarazioni è, tuttavia, contestato.
Secondo quest’ultime, la Commissione non dovrebbe solo elaborare delle linee-guida per l'applicazione del regolamento, ma anche attendere l'esito delle contestazioni legali al regolamento prima di attuarlo. Inoltre, la Commissione dovrebbe applicare il regolamento solo qualora non esistano mezzi più efficienti per proteggere il bilancio dell'Unione.
Il Parlamento europeo ha adottato il 25 marzo 2021 una risoluzione in cui ha sottolineato che "l'applicazione del regolamento sulla condizionalità dello Stato di diritto non può essere subordinata all'adozione di linee-guida", esortando "la Commissione a evitare ulteriori ritardi nella sua applicazione" e "di tenere regolarmente informato il Parlamento su tutte le indagini in corso riguardo alle violazioni dei principi dello Stato di diritto che potrebbero pregiudicare, o rischiare gravemente, la sana gestione finanziaria del bilancio dell'Unione in modo sufficientemente diretto". Il Parlamento europeo ha quindi minacciato di intraprendere un'azione legale contro la Commissione se questo non avesse fornito tali informazioni al Parlamento europeo entro il 1 giugno 2021.
Il 10 giugno, trascorso il termine senza che la Commissione avesse fornito al Parlamento le informazioni necessarie, l’organo legislativo europeo ha adottato un'altra risoluzione, invitando la Commissione ad adempiere ai propri obblighi ai sensi del regolamento sulla condizionalità dello Stato di diritto entro due settimane e notificando alla Commissione di aver avviato i preparativi per un'azione legale contro quest’ultima per inadempienza (art. 265 TFUE). La Commissione europea ha comunque respinto l'ultimatum il 23 agosto 2021 con una lettera di cinque pagine.
Alla fine, il 5 aprile 2022, in seguito ad un’attenta valutazione della Commissione delle risposte ricevute dal Governo Ungherese in merito a tematiche di corruzione, stato di diritto e diritti civili, ritenute in seguito inaccettabili, il meccanismo di condizionalità è stato per la prima volta, effettivamente applicato, avviando così la procedura formale (tramite l’invio di una lettera di notifica) per la sospensione dei fondi europei verso l’Ungheria.

## Appelli legali
L'11 marzo 2021, Ungheria e Polonia hanno avviato separatamente un procedimento giudiziario presso la Corte di Giustizia Europea contro il Parlamento dell’Unione e il Consiglio in merito all'adozione del regolamento, chiedendo al tribunale di annullare l’atto legislativo per intero, in quanto, secondo le due nazioni, questo non avesse una base giuridica adeguata tale da giustificare le azioni intraprese e che servisse ad aggirare il meccanismo punitivo previsto già dal sopracitato articolo 7. 
L'avvocato generale ha quindi consigliato alla Corte di respingere tali impugnazioni il 2 dicembre 2021 e, di conseguenza, la Corte di giustizia ha infine respinto, dopo un esame delle accuse mosse nel febbraio 2022, le denunce di entrambi i paesi e dichiarato il regolamento “pienamente compatibile con il Trattato e non eccedente le competenze dell'Unione europea”; tuttavia, la Corte ha anche affermato che qualsiasi sospensione dei fondi non deve solo riguardare le violazioni del diritto dell'UE, ma deve avere anche un effetto tangibile nel mettere a repentaglio la corretta esecuzione del bilancio dell'UE nello Stato membro.